# Іскандер-паша
Іскандер-паша (*(осман. اسکندر پاشا), д/н — 1620/1621) — державний та військовий діяч Османської імперії.

## Життєпис
Про походження достеменно невідоме, можливо походив з родини заможних землевласників. Народився в Румелійському бейлербействі. За походженням був сербом або босняком. Розпочав службу під орудою Тір'які Гасан Паші, який спряв кар'єрі Іскандер Паші. У 1601 році відзначився при обороні фортеці Каніж У 1612 році призначається пашею Канізького еялету. У 1613 році призначається пашею до Боснійського еялету. В цей час підтримав Габора бетлена, що прибув до Стамбула. За допомогою військ Іскандер Паши Бетлен повалин трансильванського господаря Габора Баторія, поставивши того 1614 року на чолі Трансильванії.
У 1614 році переводиться пашею до Егерського еялету. У 1616 році знову стає боснійським пашею. Невдовзі призначається сердаром в Молдавії, куди за наказом султана виступив проти господаря Олександра Могили, який занадто зблизився з Річчю Посполитою. У битві при Сасовому Розі переміг молдаво-польське військо, після чого захопив Могилу разом з родиною. За цим відправив їх до Стамбула, а господарем Молдавії постави Раду Міхню, що до того був господарем Волощини.
У 1616 році призначається на посаду паши Темешварського еялету. 1617 року на чолі війська за підтримки Трансильванії, Волощини та Молдавії здійснив демонстраційний похід в бік Речі Посполитої, взявши в облогу фортецю Рашків на Дністрі. Коронний гетьман Станісла Жолкевський виступив проти Іскандер Паши, змусивши того відступити. Разом з тим дії османського паши призвели до укладання договору між королем Сигізмунд III і султаном, за яким Річ Посполита відмовлялася від втручання у справи залежних від омосманів князівств на Дунаї. Також король взяв зобов'язання не допускати напади запорозьких козаків на османські землі. Того ж року стає пашею Сілістрінського еялету.
Усіляко намагався спровокувати війну з Річчю Посполитою, надсилаючи перебільшені повідомлення про вихід у Чорне море козацьких флотилій. У 1620 році очолив османські війська, що рушили до Молдавії. Тут до нього доєдналися кримськотатарські кіннотники на чолі із калгою Шагін-Гераєм, трансильванці на чолі із Габором Баторі, буджаки і волохи. У битві під Цецорою того ж року завдав нищівної поразки Станіславу Жолкевського, великому коронному гетьману Речі Посполитої. Слід за цим татари сплюндрували значну частину Галичини і Покуття, захопивши 100 тис. ясиром.
Не брав участі у поході султана Османа II проти Речі Посполитої, забезпечуючи тилита постачання армії. В листопаді 1620 або 1621 року Іскандер-паша загинув в Аккермані наглою смертю від руки своїх слуг.